# Le Grand Boum
Pour les articles homonymes, voir The Big Noise.
Pour plus de détails, voir Fiche technique et Distribution.
Le Grand Boum (titre original : The Big Noise) est un film américain de comédie réalisé par Malcolm St. Clair mettant en scène Laurel et Hardy, sorti en 1944.

## Synopsis
Laurel et Hardy se font passer pour deux détectives. Ils sont engagés pour protéger un savant, ce dernier ayant créé une bombe convoitée par l'ennemi. Les deux « détectives » feront même sauter un sous-marin japonais grâce à celle-ci.

## Fiche technique
- Titre original : The Big Noise
- Titre français : Le Grand Boum
- Réalisation : Malcolm St. Clair
- Scénario : Scott Darling, Henry Lehrman et Frank Fenton
- Photographie : Joseph MacDonald
- Montage : Norman Colbert
- Producteur : Sol M. Wurtzel
- Société de production : 20th Century Fox
- Société de distribution : 20th Century Fox
- Pays d’origine :  États-Unis
- Langue : anglais
- Format : Noir et blanc - 35 mm - 1,37:1  -  sonore
- Genre : Film d'aventure, Film d'action, Comédie, Film romantique, Film de guerre
- Longueur : sept bobines
- Date de sortie : 
  - États-Unis : octobre 1944

## Distribution
Source principale de la distribution :
Doublage 2007
- Stan Laurel (VF : Damien Witecka) : Stanley Laurel
- Oliver Hardy (VF : Roger Carel) : Oliver Hardy
- Doris Merrick (VF : Véronique Desmardyl) : Evelyn
- Arthur Space (VF : Guillaume Orsat : Alva P. Hartley
- Veda Ann Borg (VF : Veronique Alycia : Mayme Charlton
- Robert Blake[2] : Egbert Hartley
- Frank Fenton : Charlton
- James Bush (VF : Jean-François Vlerick) : Hartman

Parmi la distribution non créditée :
- Dell Henderson : un passager du car Pullman
- Esther Howard (VF : Lucie Dolène) : Tante Sophie
- George Melford : Mugridge, le valet
- Francis Ford
- Philip Van Zandt (VF : Xavier Fagnon : Dutchy Glassman

Direction artistique : Nathalie Raimbault